# Jamie Donnelly
Jamie Donnelly (Teaneck, Nueva Jersey; 8 de mayo de 1947) es una actriz estadounidense.

## Carrera
Jamie Donnelly comenzó su carrera como actriz en varias series de televisión. En 1978 actuó en la película Grease, donde actuó junto a John Travolta y Olivia Newton-John. En 1998 actuó en la película Slappy and the Stinkers y en Can't Hardly Wait. En el año 2006 actuó en The Legend of Lucy Keyes.

## Vida personal
Se casó con un hombre llamado Stephen Foreman, con el cual tiene dos hijos: Sevi que nació en 1988 y Madden Rose que nació en 1990.

## Filmografía

### Películas
- The Dream Makers (1975) .... Sally
- Grease (1978) .... Janice 'Jan'
- Can't Hardly Wait (1998) .... Maestra
- Slappy and the Stinkers (1998) .... Mujer en el acuario
- The Legend of Lucy Keyes (2006) .... Gretchen Caswell
- Pet Peeves (2009) .... Dot
- Untitled Beatle Boyin Project (2010) .... Nosey Lady
- Untitled Duplass Brothers Project (2010) .... Pastor

### Series de televisión
- Police Woman .... Mónica (1 episodio: Smack, 1974)
- The Six Million Dollar Man .... Linda (1 episodio: The Pal-Mir Escort, 1974)
- Barnaby Jones .... Mónica Gideon (1 episodio: Silent Vendetta, 1976)
- Family Affair .... Sra. McWhirter (4 episodios, 2002)
- The Naked Brothers Band .... Sra. Claus (1 episodio: Polar Bears, 2008)
- Monk, temporada 8, episodio 5. Judge Santa Croce (2009)
- Ray Donovan (1 episodio: 2014)